# Rbb QUEER
rbb QUEER ist eine Filmreihe des Senders rbb, in Kooperation mit dem Filmverleih Salzgeber, die lesbisch-schwule Spielfilme – viele in deutscher Erstausstrahlung, teilweise zusätzlich im Original mit Untertitel – zeigt. Seit 2018 läuft die Reihe jeden Sommer nach 23:00 Uhr. Vor Beginn kommentiert rbb-Filmexperte Knut Elstermann die Filme mit Hintergrundinformationen.
2022 schloss sich erstmals der Bayerische Rundfunk mit der eigenen Reihe BR QUEER an, die donnerstags ausgestrahlt wird. 2023 folgte der WDR mit WDR QUEER, indem er eine Werkschau Céline Sciammas präsentierte. One, der unter ONE QUEER neben Filmen auch zwei Miniserien zeigte, zog 2024 nach. Seit 2025 sind WDR und ONE nicht mehr dabei, dafür schloss sich der MDR an. Alle Filme der beteiligten Sender stehen nach der Ausstrahlung gebündelt in der ARD Mediathek, die 2023 rund 2,6 Millionen Abrufe für die queeren Reihen verzeichnete.

## Filmübersichten

### 2018: rbb Queer (Staffel 1)
| Nr. | Datum              | Film                      | Land                       | Jahr | Anm.    |
| --- | ------------------ | ------------------------- | -------------------------- | ---- | ------- |
| 1   | 19. Juli 2018      | God’s Own Country         | Vereinigtes Königreich     | 2017 | EA      |
| 2   | 26. Juli 2018      | Sascha                    | Deutschland                | 2010 |         |
| 3   | 2. August 2018     | Frauensee                 | Deutschland                | 2012 | EA      |
| 4   | 9. August 2018     | Keep the Lights On        | Vereinigte Staaten         | 2012 | EA, OmU |
| 5   | 16. August 2018    | Im Namen des …            | Polen                      | 2013 | EA      |
| 6   | 23. August 2018    | Jongens                   | Niederlande                | 2014 | EA, OmU |
| 7   | 30. August 2018    | Duke of Burgundy          | Vereinigtes Königreich     | 2014 | EA, OmU |
| 8   | 6. September 2018  | Stadt Land Fluss          | Deutschland                | 2011 | EA      |
| 9   | 13. September 2018 | Blau ist eine warme Farbe | Frankreich/Belgien/Spanien | 2013 |         |

### 2019: rbb Queer (Staffel 2)
| Nr. (ges.) | Datum           | Film                       | Land        | Jahr | Anm.    |
| ---------- | --------------- | -------------------------- | ----------- | ---- | ------- |
| 1 (10)     | 27. Juni 2019   | Der Kreis                  | Schweiz     | 2014 |         |
| 2 (11)     | 4. Juli 2019    | Der Sommer von Sangailé    | Litauen     | 2015 | EA, OmU |
| 3 (12)     | 11. Juli 2019   | Du sollst nicht lieben     | Israel      | 2009 |         |
| 4 (13)     | 18. Juli 2019   | Something Must Break       | Schweden    | 2014 | EA, OmU |
| 5 (14)     | 25. Juli 2019   | Von Mädchen und Pferden    | Deutschland | 2014 |         |
| 6 (15)     | 1. August 2019  | Tiefe Wasser               | Polen       | 2013 | EA, OmU |
| 7 (16)     | 8. August 2019  | Zwischen Sommer und Herbst | Deutschland | 2018 | EA      |
| 8 (17)     | 15. August 2019 | Der Fremde am See          | Frankreich  | 2013 |         |

### 2020: rbb Queer (Staffel 3)
| Nr. (ges.) | Datum          | Film                               | Land               | Jahr | Anm.    |
| ---------- | -------------- | ---------------------------------- | ------------------ | ---- | ------- |
| 1 (18)     | 18. Juni 2020  | Siebzehn                           | Österreich         | 2017 | EA      |
| 2 (19)     | 25. Juni 2020  | 120 BPM                            | Frankreich         | 2017 | EA, OmU |
| 3 (20)     | 2. Juli 2020   | Beach Rats                         | Vereinigte Staaten | 2017 | EA, OmU |
| 4 (21)     | 9. Juli 2020   | La belle saison – Eine Sommerliebe | Frankreich/Belgien | 2015 |         |
| 5 (22)     | 16. Juli 2020  | Heute gehe ich allein nach Hause   | Brasilien          | 2014 | EA, OmU |
| 6 (23)     | 23. Juli 2020  | Viva                               | Irland             | 2015 | EA, OmU |
| 7 (24)     | 30. Juli 2020  | Lichtes Meer                       | Deutschland        | 2014 | EA      |
| 8 (25)     | 6. August 2020 | Rafiki                             | Kenia              | 2018 | EA, OmU |

### 2021: rbb Queer (Staffel 4)
| Nr. (ges.) | Datum          | Film                     | Land                   | Jahr | Anm.    |
| ---------- | -------------- | ------------------------ | ---------------------- | ---- | ------- |
| 1 (26)     | 24. Juni 2021  | Die glitzernden Garnelen | Frankreich             | 2019 | EA, OmU |
| 2 (27)     | 1. Juli 2021   | Bonnie & Bonnie          | Deutschland            | 2019 |         |
| 3 (28)     | 8. Juli 2021   | Lola und das Meer        | Belgien/Frankreich     | 2019 | EA, OmU |
| 4 (29)     | 15. Juli 2021  | Benjamin                 | Vereinigtes Königreich | 2018 | EA, OmU |
| 5 (30)     | 22. Juli 2021  | Küss mich – Kyss mig     | Schweden               | 2011 | EA, OmU |
| 6 (31)     | 29. Juli 2021  | Just Friends             | Niederlande            | 2018 | EA, OmU |
| 7 (32)     | 5. August 2021 | Postcards from London    | Vereinigtes Königreich | 2018 | EA, OmU |

### 2022

#### rbb Queer (Staffel 5)
| Nr. (ges.) | Datum           | Film                       | Land                             | Jahr | Anm.                |
| ---------- | --------------- | -------------------------- | -------------------------------- | ---- | ------------------- |
| 1 (33)     | 2. Juli 2022    | Futur Drei                 | Deutschland                      | 2020 | EA, OmU (teilweise) |
| 2 (34)     | 9. Juli 2022    | Moffie                     | Vereinigtes Königreich/Südafrika | 2019 | EA, OmU             |
| 3 (35)     | 16. Juli 2022   | Zomer – Nichts wie raus!   | Niederlande                      | 2014 | OmU                 |
| 4 (36)     | 23. Juli 2022   | Princess Cyd               | Vereinigte Staaten               | 2017 | EA, OmU             |
| 5 (37)     | 30. Juli 2022   | Eine total normale Familie | Dänemark                         | 2020 | OmU                 |
| 6 (38)     | 6. August 2022  | Sorry Angel                | Frankreich                       | 2018 |                     |
| 7 (39)     | 13. August 2022 | Minjan                     | Vereinigte Staaten               | 2020 | EA, OmU             |

#### BR Queer (Staffel 1)
| Nr. | Datum         | Film                       | Land        | Jahr | Anm. |
| --- | ------------- | -------------------------- | ----------- | ---- | ---- |
| 1   | 7. Juli 2022  | Zomer – Nichts wie raus!   | Niederlande | 2014 | EA   |
| 2   | 7. Juli 2022  | Küss mich – Kyss mig       | Schweden    | 2011 |      |
| 3   | 14. Juli 2022 | Sag nicht, wer du bist!    | Kanada      | 2013 |      |
| 4   | 14. Juli 2022 | Viva                       | Irland      | 2015 |      |
| 5   | 21. Juli 2022 | Eine total normale Familie | Dänemark    | 2020 | EA   |
| 6   | 28. Juli 2022 | Siebzehn                   | Österreich  | 2017 |      |

### 2023

#### rbb Queer (Staffel 6)
| Nr. (ges.) | Datum           | Film                    | Land                        | Jahr | Anm.                |
| ---------- | --------------- | ----------------------- | --------------------------- | ---- | ------------------- |
| 1 (40)     | 4. Juli 2023    | Sommer 85               | Frankreich                  | 2020 | EA                  |
| 2 (41)     | 11. Juli 2023   | Einfach Charlie         | Vereinigtes Königreich      | 2017 | EA, OmU             |
| 3 (42)     | 18. Juli 2023   | Sprung ins kalte Wasser | Zypern/Griechenland/Italien | 2021 | EA, OmU (teilweise) |
| 4 (43)     | 25. Juli 2023   | Sweetheart              | Vereinigtes Königreich      | 2017 | EA, OmU             |
| 5 (44)     | 1. August 2023  | Weekend                 | Vereinigtes Königreich      | 2011 | EA, OmU             |
| 6 (45)     | 8. August 2023  | Als wir tanzten         | Schweden/Georgien           | 2019 |                     |
| 7 (46)     | 15. August 2023 | Tangerine L.A.          | Vereinigte Staaten          | 2015 | EA, OmU             |

#### BR Queer (Staffel 2)
| Nr. (ges.) | Datum         | Film                    | Land                           | Jahr | Anm.    |
| ---------- | ------------- | ----------------------- | ------------------------------ | ---- | ------- |
| 1 (7)      | 29. Juni 2023 | Tove                    | Finnland/Schweden              | 2020 | EA      |
| 2 (8)      | 29. Juni 2023 | Rosie                   | Schweiz                        | 2013 |         |
| 3 (9)      | 6. Juli 2023  | Wild Side               | Frankreich                     | 2004 | OmU     |
| 4 (10)     | 13. Juli 2023 | Speed Walking           | Dänemark                       | 2014 | EA, OmU |
| 5 (11)     | 20. Juli 2023 | Der Sommer von Sangailé | Litauen/Frankreich/Niederlande | 2014 | OmU     |
| 6 (12)     | 27. Juli 2023 | Als wir tanzten         | Georgien/Schweden              | 2019 |         |

#### WDR Queer (Staffel 1)
| Nr. | Datum           | Film                                 | Land       | Jahr | Anm. |
| --- | --------------- | ------------------------------------ | ---------- | ---- | ---- |
| 1   | 3. August 2023  | Porträt einer jungen Frau in Flammen | Frankreich | 2019 |      |
| 2   | 3. August 2023  | Water Lilies                         | Frankreich | 2007 |      |
| 3   | 10. August 2023 | Tomboy                               | Frankreich | 2011 |      |
| 4   | 10. August 2023 | Mädchenbande                         | Frankreich | 2014 |      |
| 5   | 17. August 2023 | Petite Maman – Als wir Kinder waren  | Frankreich | 2021 | EA   |

### 2024

#### rbb Queer (Staffel 7)
| Nr. (ges.) | Datum           | Film                          | Land           | Jahr | Anm.    |
| ---------- | --------------- | ----------------------------- | -------------- | ---- | ------- |
| 1 (47)     | 18. Juli 2024   | Blue Jean                     | Großbritannien | 2022 | EA      |
| 2 (48)     | 25. Juli 2024   | Der Gymnasiast                | Frankreich     | 2022 | EA, OmU |
| 3 (49)     | 1. August 2024  | Besties                       | Frankreich     | 2021 | EA, OmU |
| 4 (50)     | 8. August 2024  | Something You Said Last Night | Schweiz/Kanda  | 2022 | EA, OmU |
| 5 (51)     | 15. August 2024 | Jonas – Vergiss mich nicht    | Frankreich     | 2018 |         |
| 6 (52)     | 22. August 2024 | Concerned Citizen             | Israel         | 2022 | EA, OmU |
| 7 (53)     | 29. August 2024 | Raus aus Åmål                 | Schweden       | 1998 |         |

#### BR Queer (Staffel 3)
| Nr. (ges.) | Datum         | Film                   | Land                                         | Jahr | Anm.    |
| ---------- | ------------- | ---------------------- | -------------------------------------------- | ---- | ------- |
| 1 (13)     | 20. Juni 2024 | Girls Girls Girls      | Finnland                                     | 2022 | EA      |
| 2 (14)     | 27. Juni 2024 | Der Schwimmer          | Israel                                       | 2021 | EA, OmU |
| 3 (15)     | 4. Juli 2024  | Eine fantastische Frau | Chile/Vereinigte Staaten/Deutschland/Spanien | 2017 |         |
| 4 (16)     | 11. Juli 2024 | Elefant                | Polen                                        | 2022 | EA, OmU |
| 5 (17)     | 18. Juli 2024 | Mein erster Sommer     | Australien                                   | 2020 | EA, OmU |
| 6 (18)     | 25. Juli 2024 | Wet Sand               | Schweiz/Georgien                             | 2019 | EA, Omu |

#### WDR Queer (Staffel 2)
| Nr. (ges.) | Datum           | Film                               | Land                                | Jahr | Anm. |
| ---------- | --------------- | ---------------------------------- | ----------------------------------- | ---- | ---- |
| 1 (6)      | 11. Juli 2024   | La belle saison – Eine Sommerliebe | Frankreich/Belgien                  | 2015 |      |
| 2 (7)      | 18. Juli 2024   | Das Blau des Kaftans               | Frankreich/Marokko/Belgien/Dänemark | 2022 | EA   |
| 3 (8)      | 29. August 2024 | Matthias & Maxime                  | Kanada                              | 2019 |      |

#### One Queer (Staffel 1)
| Nr. | Datum           | Film                            | Land                                   | Jahr | Anm.      |
| --- | --------------- | ------------------------------- | -------------------------------------- | ---- | --------- |
| 1   | 13. Juli 2024   | Tom of Finland                  | Finnland/Deutschland/Schweden/Dänemark | 2017 |           |
| 2   | 20. Juli 2024   | Peter von Kant                  | Frankreich                             | 2022 |           |
| 3   | 27. Juli 2024   | Ein Kind wie Jake               | Vereinigte Staaten                     | 2018 |           |
| 4   | 2. August 2024  | A Very English Scandal          | Großbritannien                         | 2018 | Miniserie |
| 5   | 3. August 2024  | Maurice                         | Großbritannien                         | 2018 |           |
| 6   | 9. August 2024  | Die Nacht, als Laurier erwachte | Frankreich/Kanada                      | 2022 | Miniserie |
| 7   | 10. August 2024 | Swan Song                       | Vereinigte Staaten                     | 2021 | EA        |

### 2025

#### rbb Queer (Staffel 8)
| Nr. (ges.) | Datum           | Film                   | Land                          | Jahr | Anm.          |
| ---------- | --------------- | ---------------------- | ----------------------------- | ---- | ------------- |
| 1 (54)     | 20. Juli 2025   | Knochen und Namen      | Deutschland                   | 2023 | EA, teiw. OmU |
| 2 (55)     | 27. Juli 2025   | Light Light Light      | Finnland                      | 2023 | EA, OmU       |
| 3 (56)     | 3. August 2025  | This Is Not Berlin     | Mexiko                        | 2019 | EA, OmU       |
| 4 (57)     | 10. August 2025 | Laurence Anyways       | Kanada/Frankreich             | 2012 |               |
| 5 (58)     | 17. August 2025 | Der Ornithologe        | Portugal/Frankreich/Brasilien | 2016 | OmU           |
| 6 (59)     | 24. August 2025 | Lose Your Head         | Deutschland                   | 2013 | EA, OmU       |
| 7 (60)     | 31. August 2025 | Wenn die Nacht beginnt | Kanada                        | 1995 |               |

#### BR Queer (Staffel 4)
| Nr. (ges.) | Datum         | Film              | Land                          | Jahr | Anm.    |
| ---------- | ------------- | ----------------- | ----------------------------- | ---- | ------- |
| 1 (19)     | 26. Juni 2025 | Passages          | Frankreich                    | 2023 | EA      |
| 2 (20)     | 3. Juli 2025  | Ellie & Abbie     | Australien                    | 2020 | EA, OmU |
| 3 (21)     | 10. Juli 2025 | Lola und das Meer | Belgien/Frankreich            | 2019 | OmU     |
| 4 (22)     | 17. Juli 2025 | Slow              | Portugal/Frankreich/Brasilien | 2023 | EA, OmU |
| 5 (23)     | 24. Juli 2025 | Shiva Baby        | USA/Kanada                    | 2020 | EA, OmU |
| 6 (24)     | 31. Juli 2025 | Drifter           | Deutschland                   | 2023 | EA      |

#### MDR Queer (Staffel 1)
| Nr. | Datum         | Film            | Land                       | Jahr | Anm. |
| --- | ------------- | --------------- | -------------------------- | ---- | ---- |
| 1   | 22. Juli 2025 | Norwegian Dream | Polen/Norwegen/Deutschland | 2023 |      |

## Kritik
Johannes Jarchow bezeichnete die Filmreihe 2018 in der QUEERmdb als „Ablenkungsmanöver um Mitternacht“, da der RBB außerhalb der Pride-Saison zu den TV-Sendern mit der geringsten Queerfilmquote im Programm gehöre. Das hat sich in den letzten Jahren geändert. 2023 hatte der RBB zusammen mit Arte die meisten Queerfilme im Programm. 2024 fiel der Sender auf Platz 3 zurück, die Anzahl der Filme mit LGBT-Bezug reduzierte sich um 34 %.